# 鲍里斯拉夫
鲍里斯拉夫（羅馬化：Boryslav）是乌克兰西部利沃夫州德羅霍貝奇區鲍里斯拉夫市镇内的城市及该市镇的行政中心，2020年7月18日前为该州的州辖市。该市始建于1387年3月19日，面积为37平方公里，海拔高度359米，2022年人口数量为32,473人。
石油是該市的主要產業。該市在1919～1945年間曾隸屬於波兰第二共和国。

## 图集

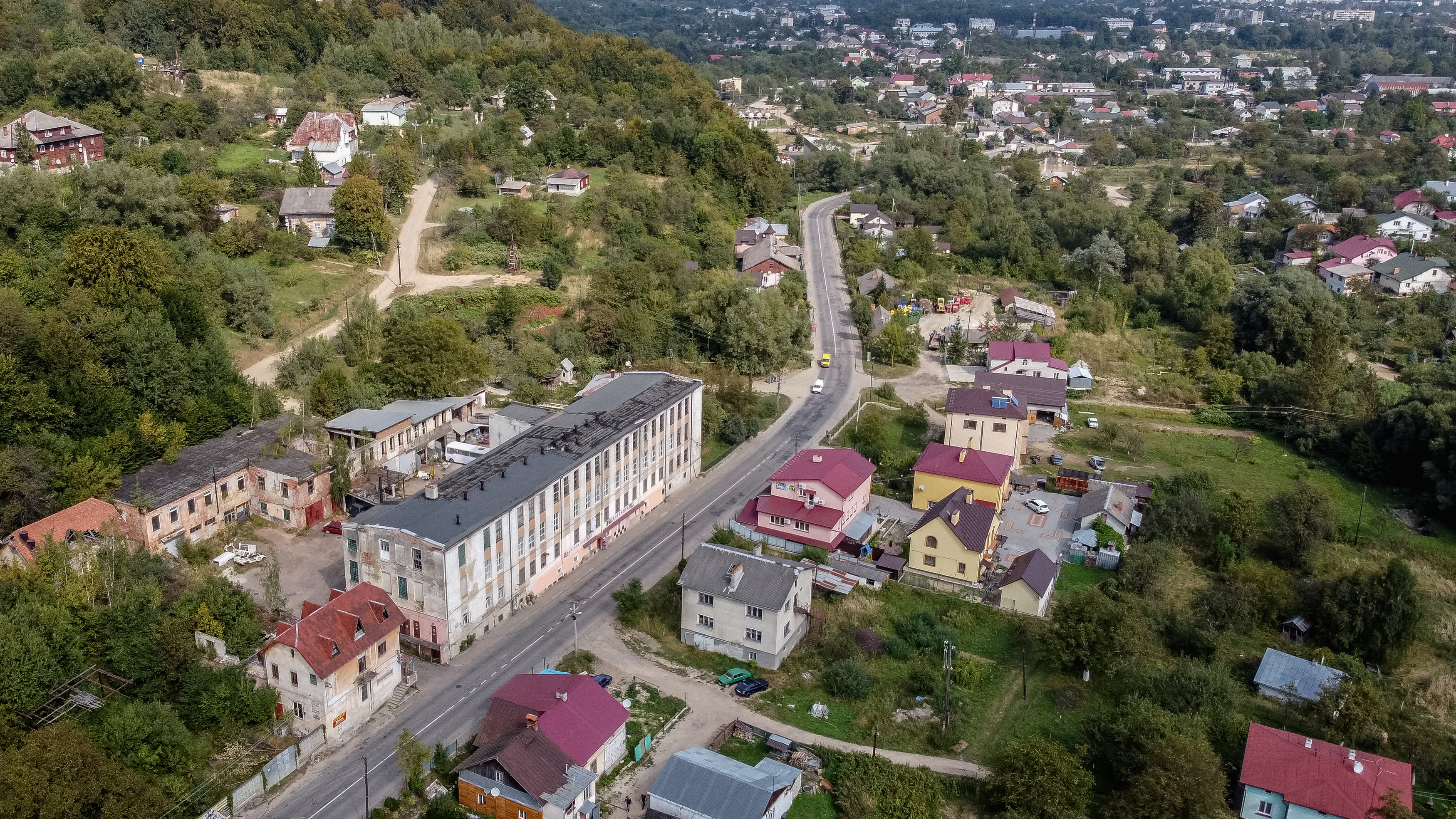
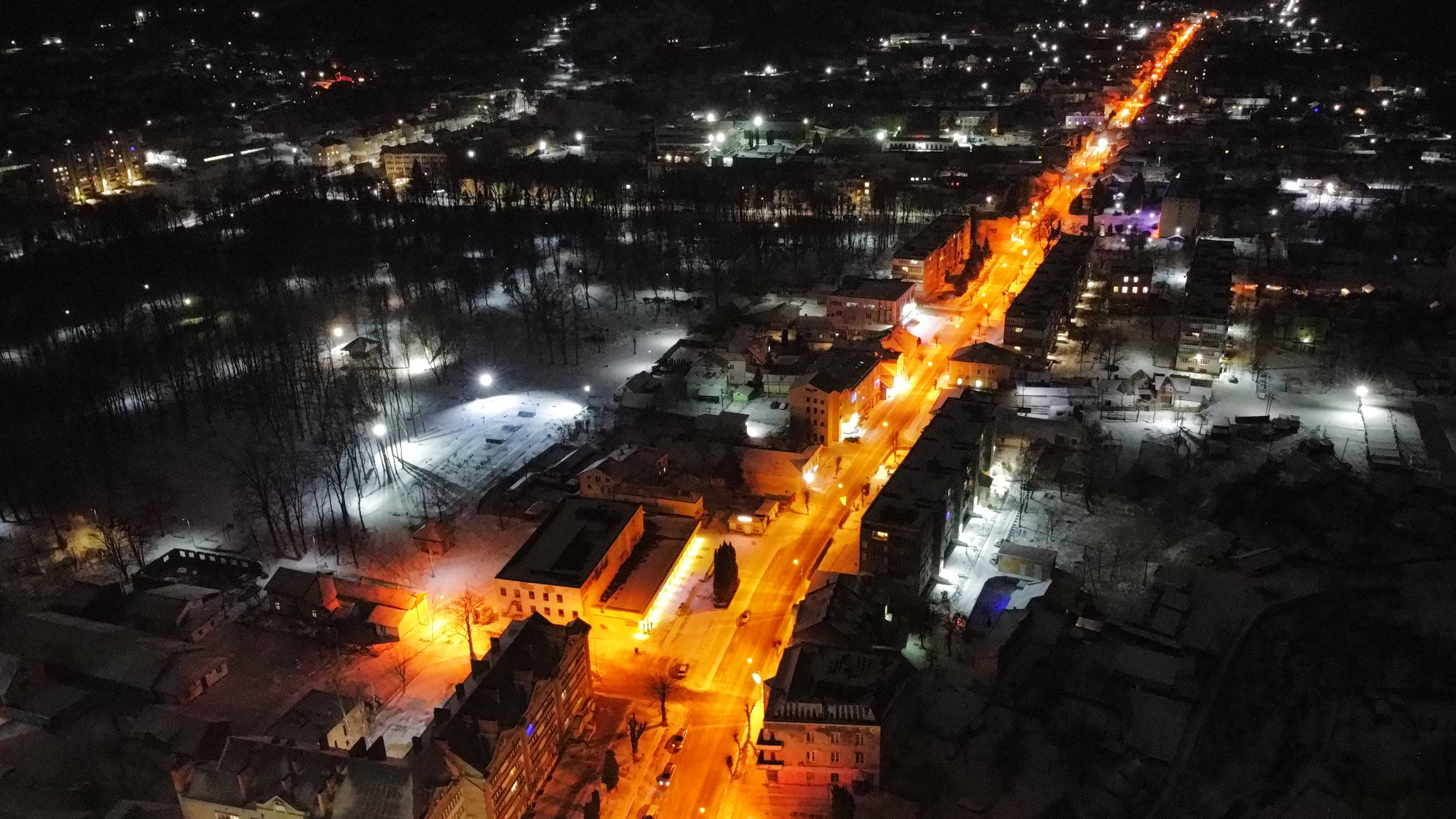
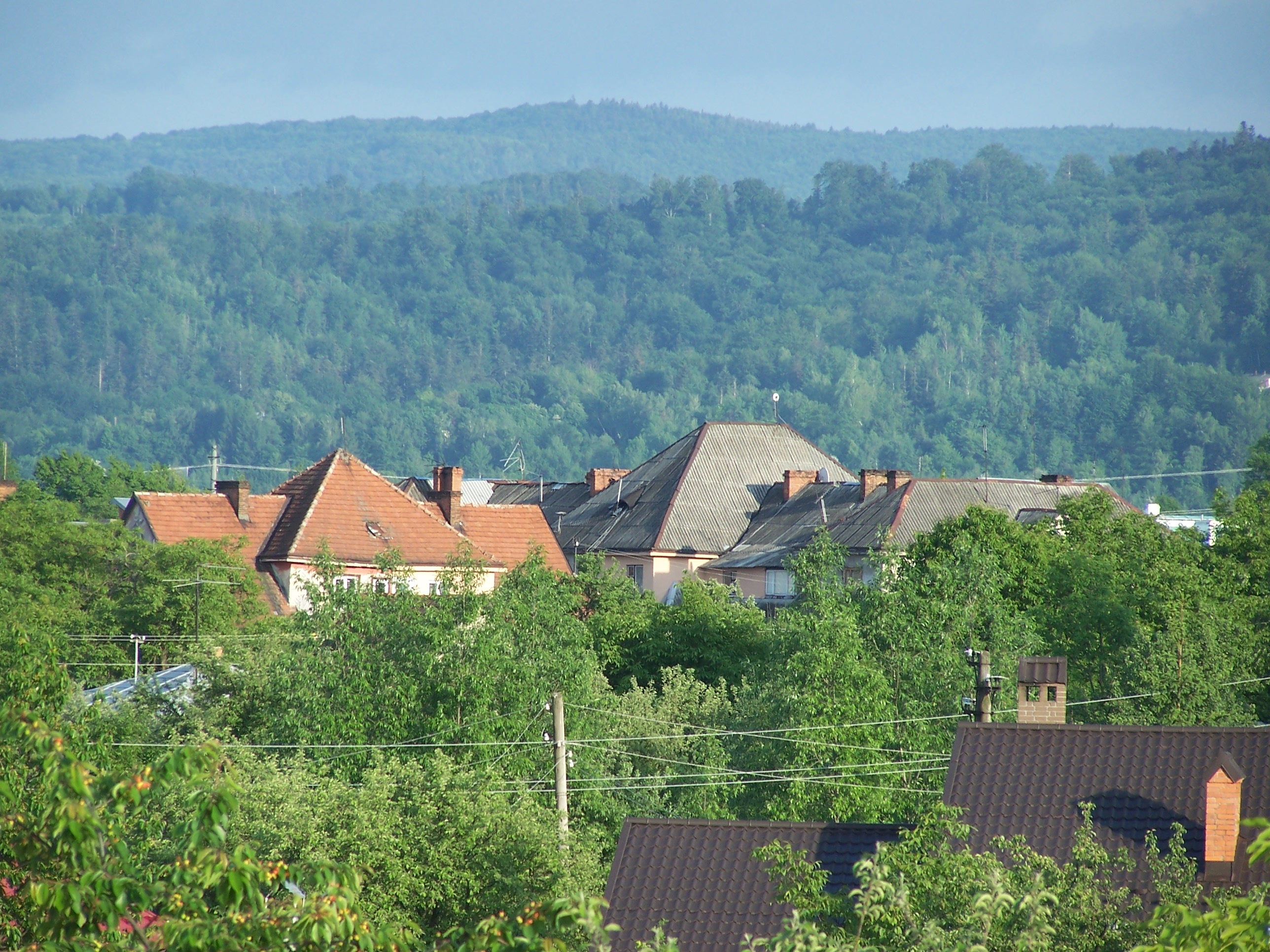
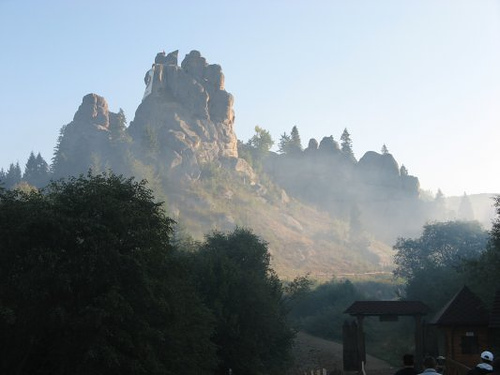
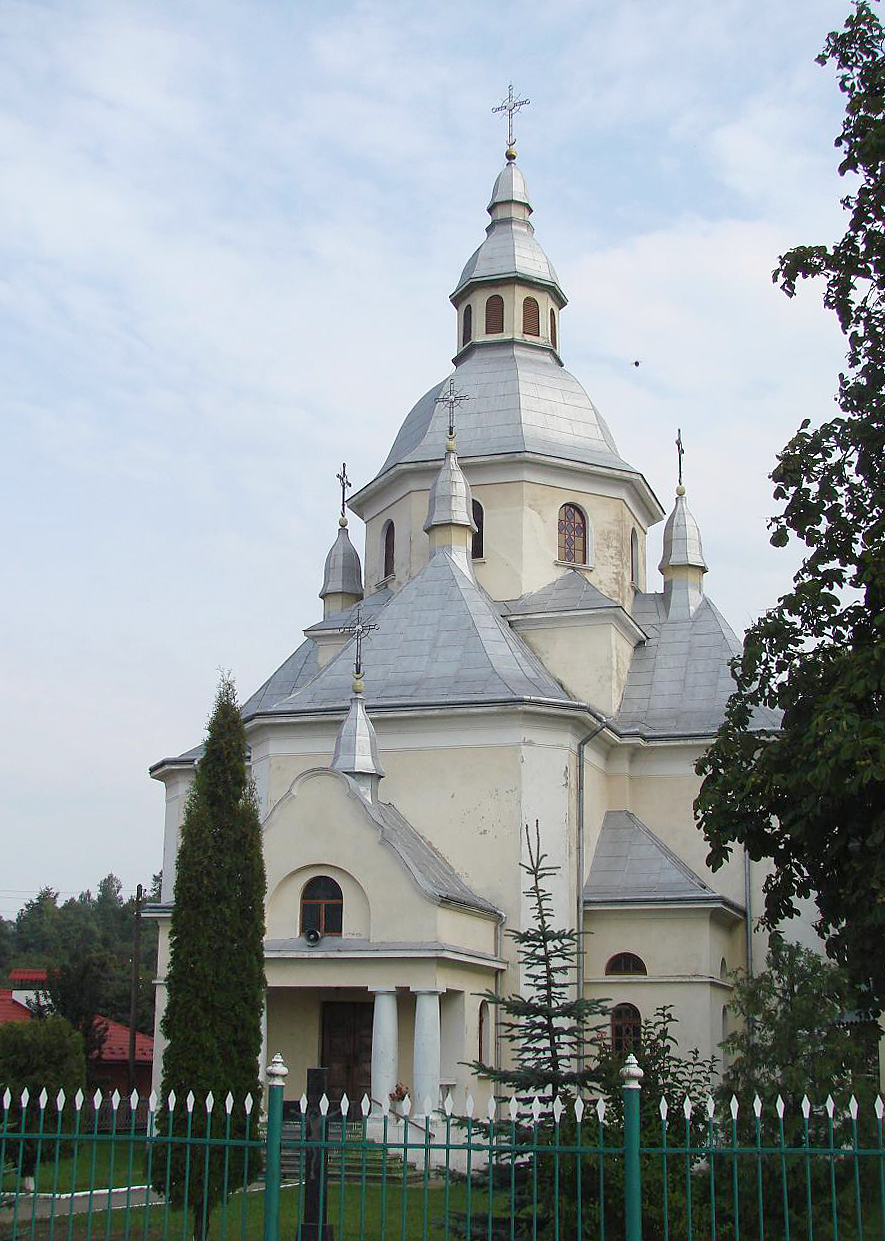
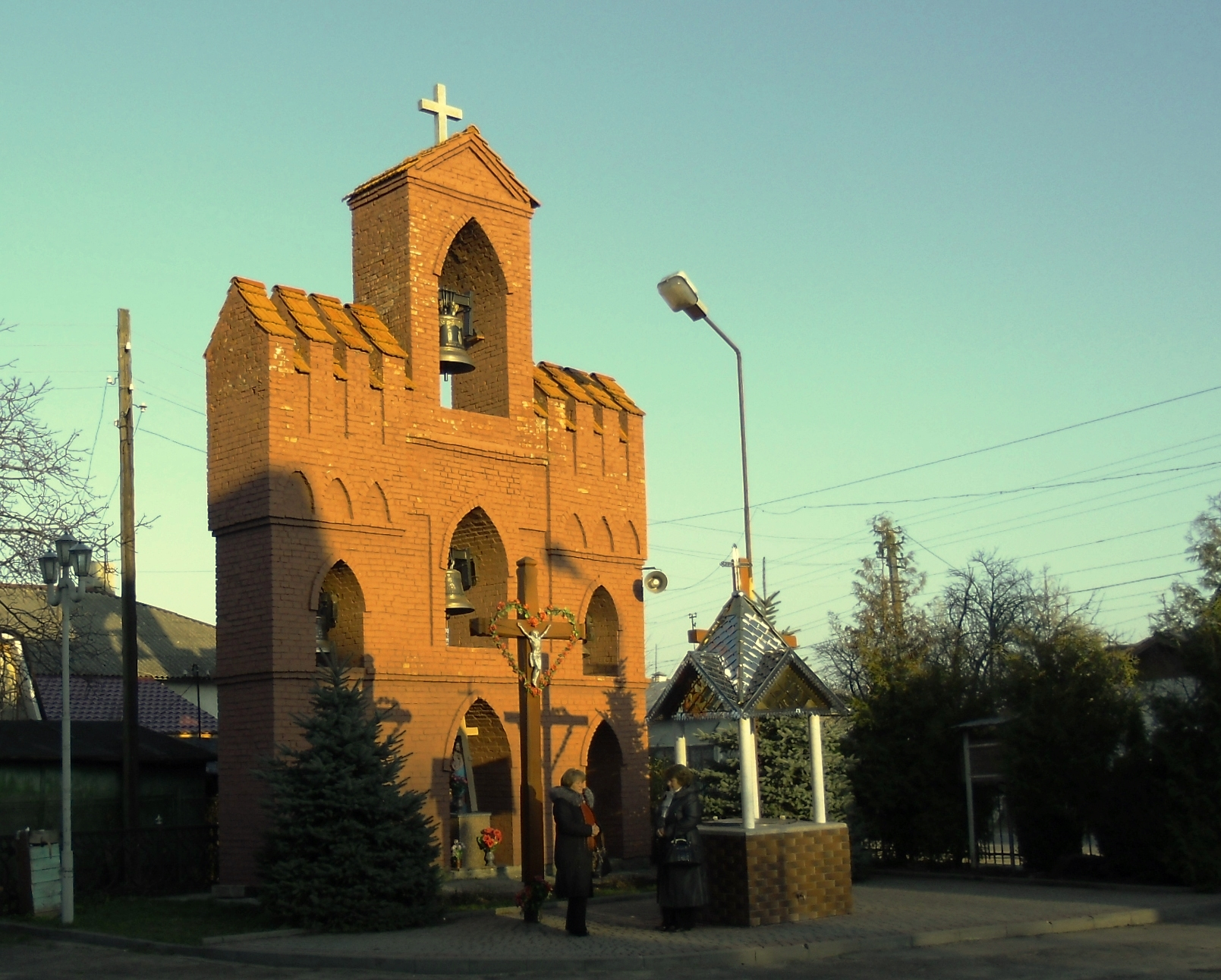
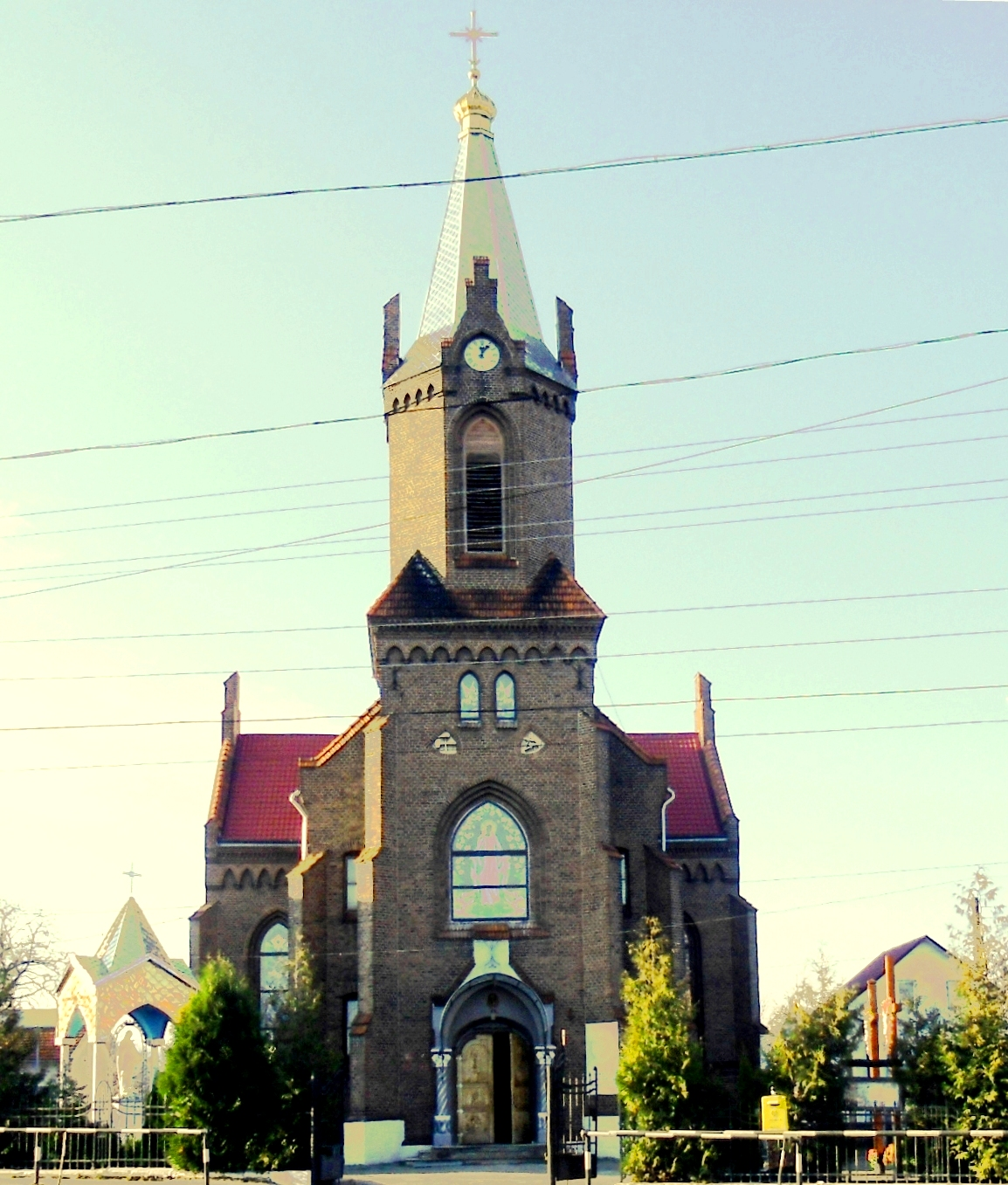
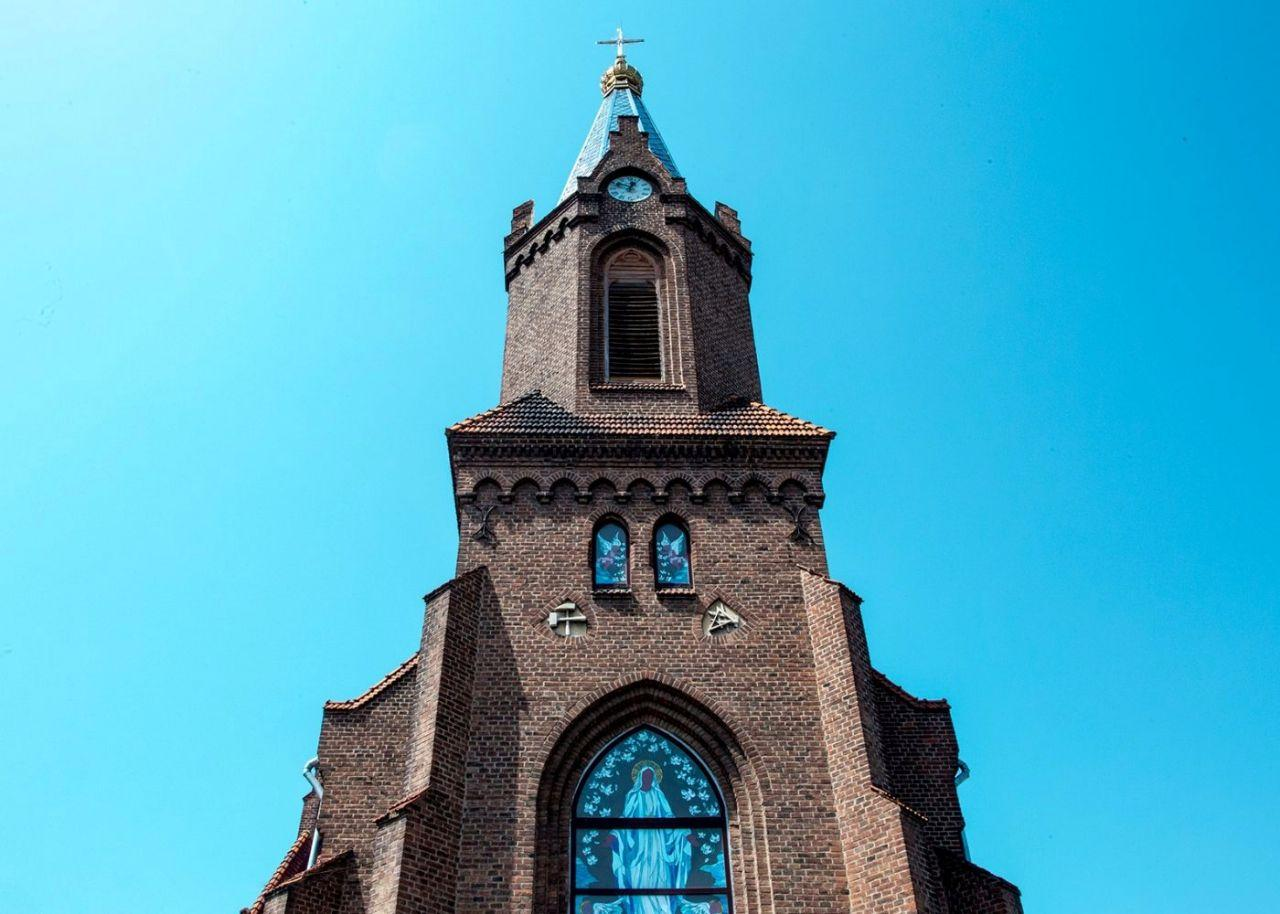
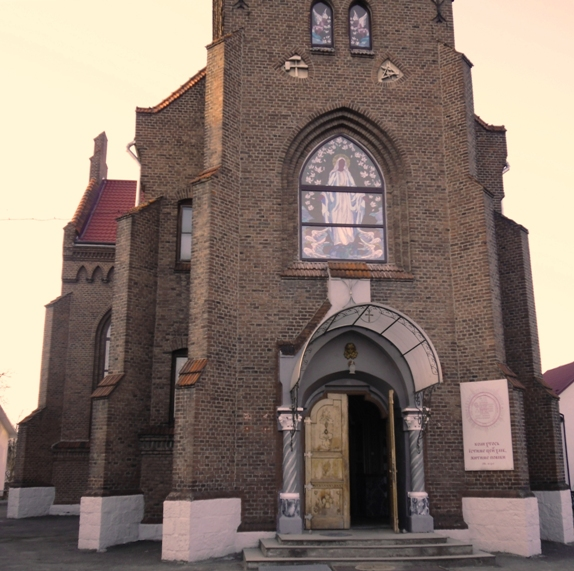
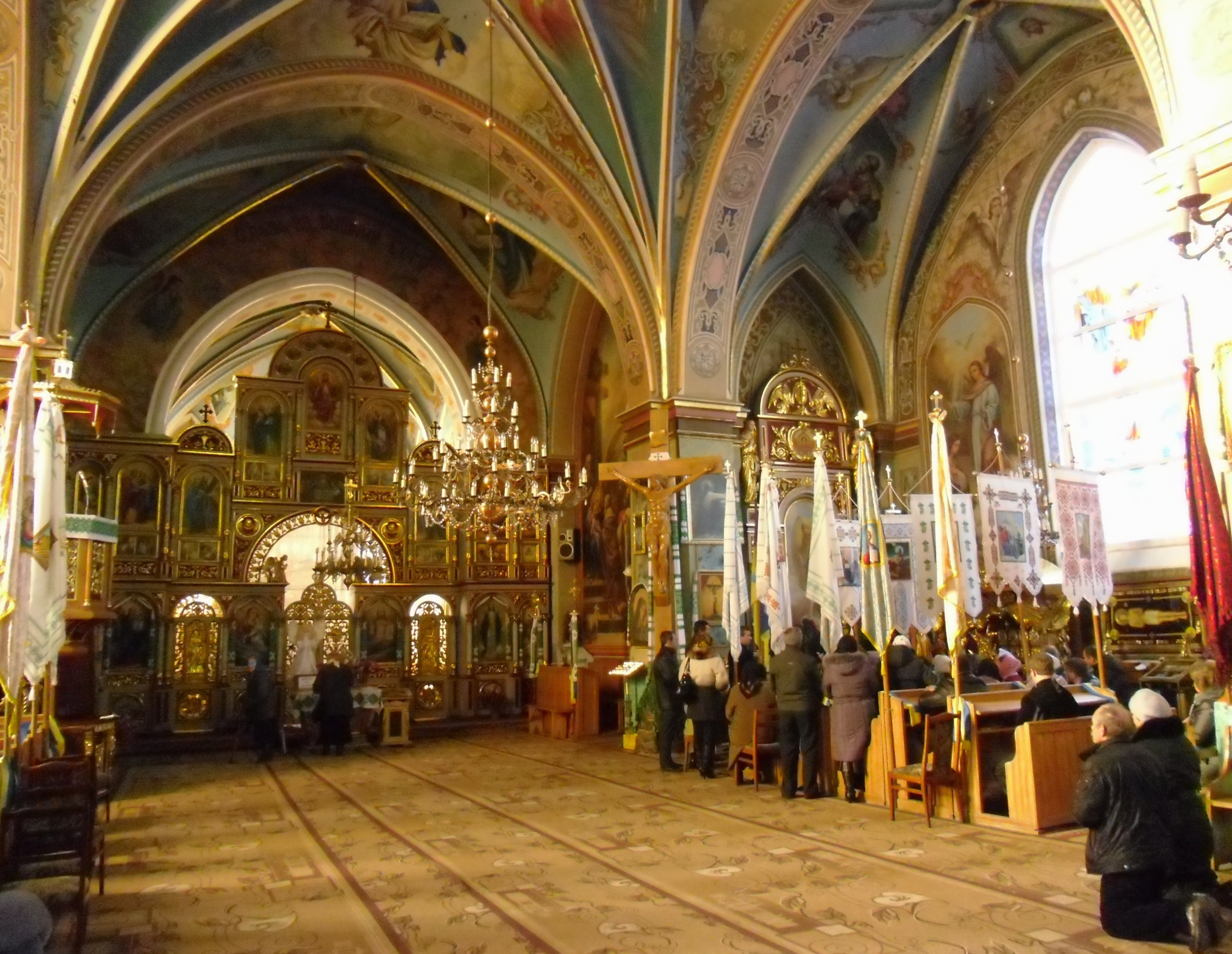
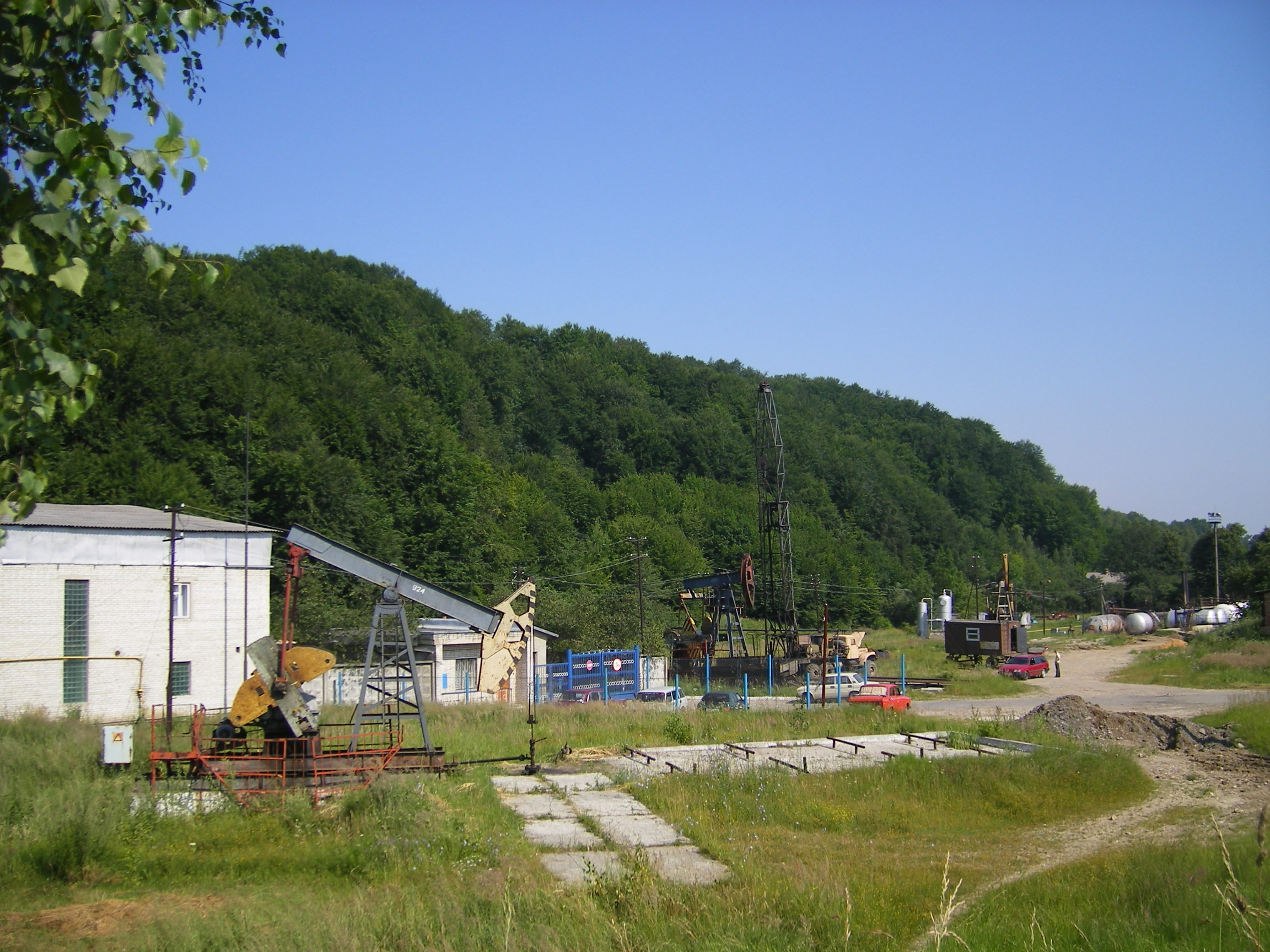
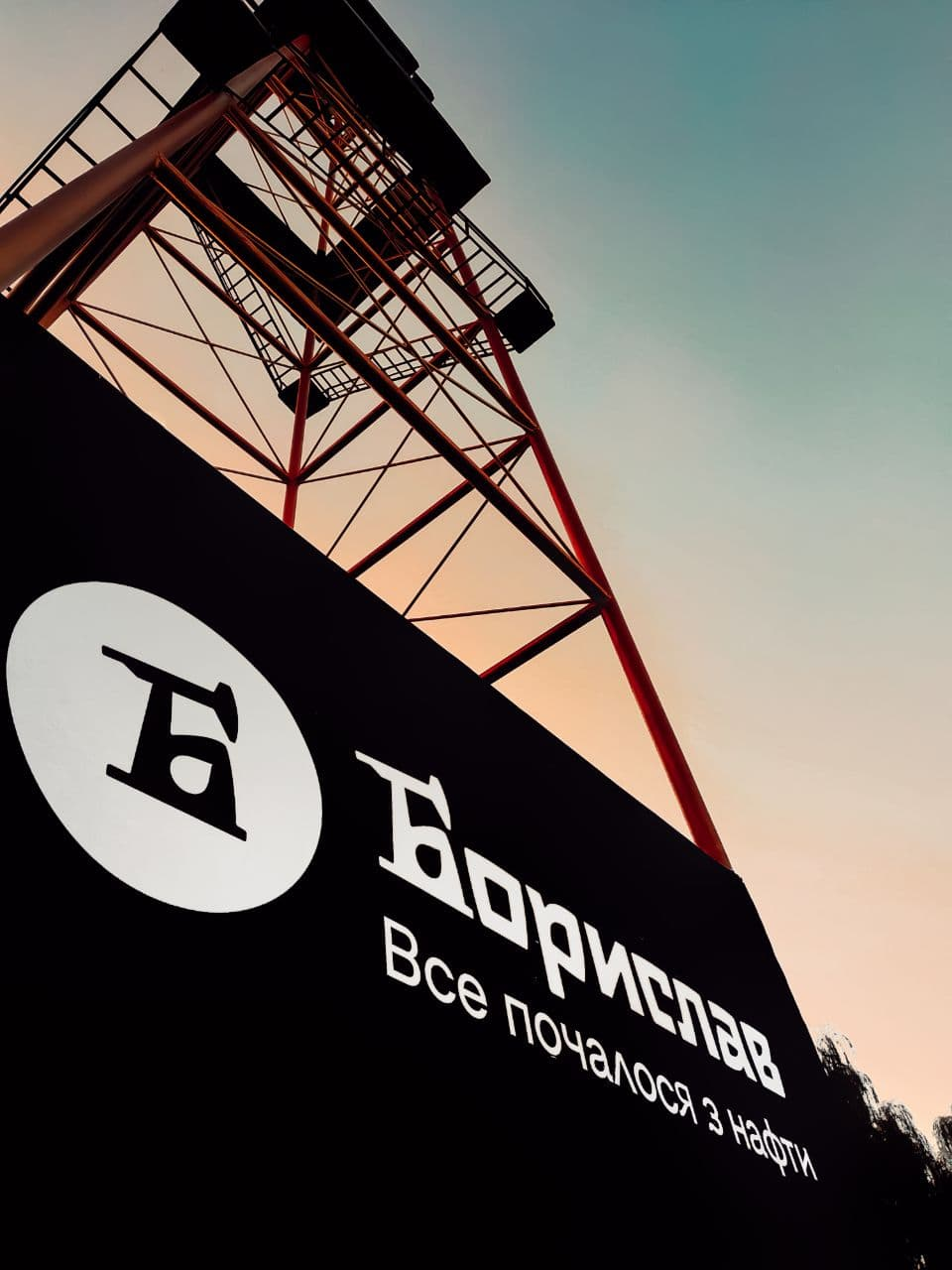
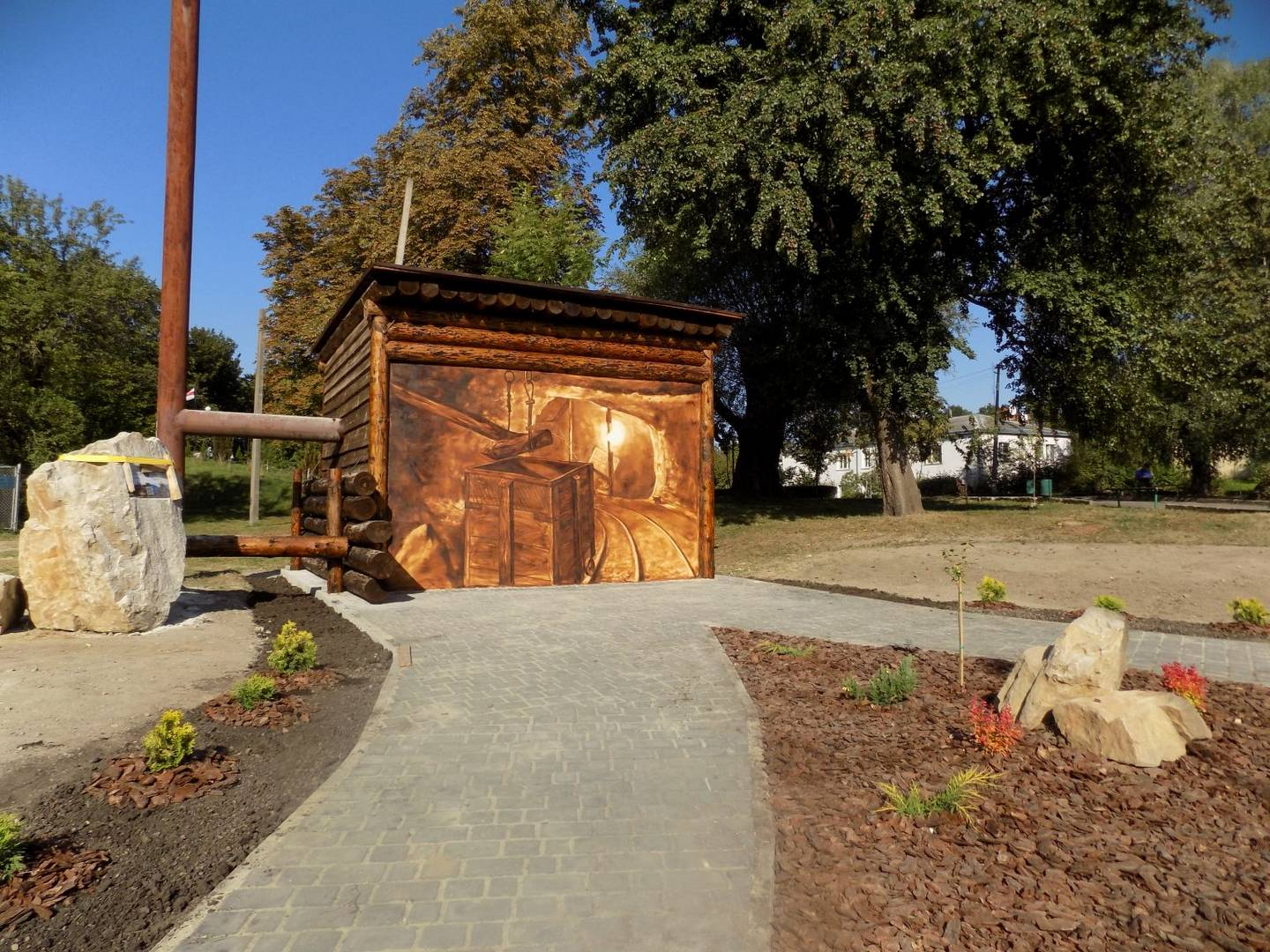
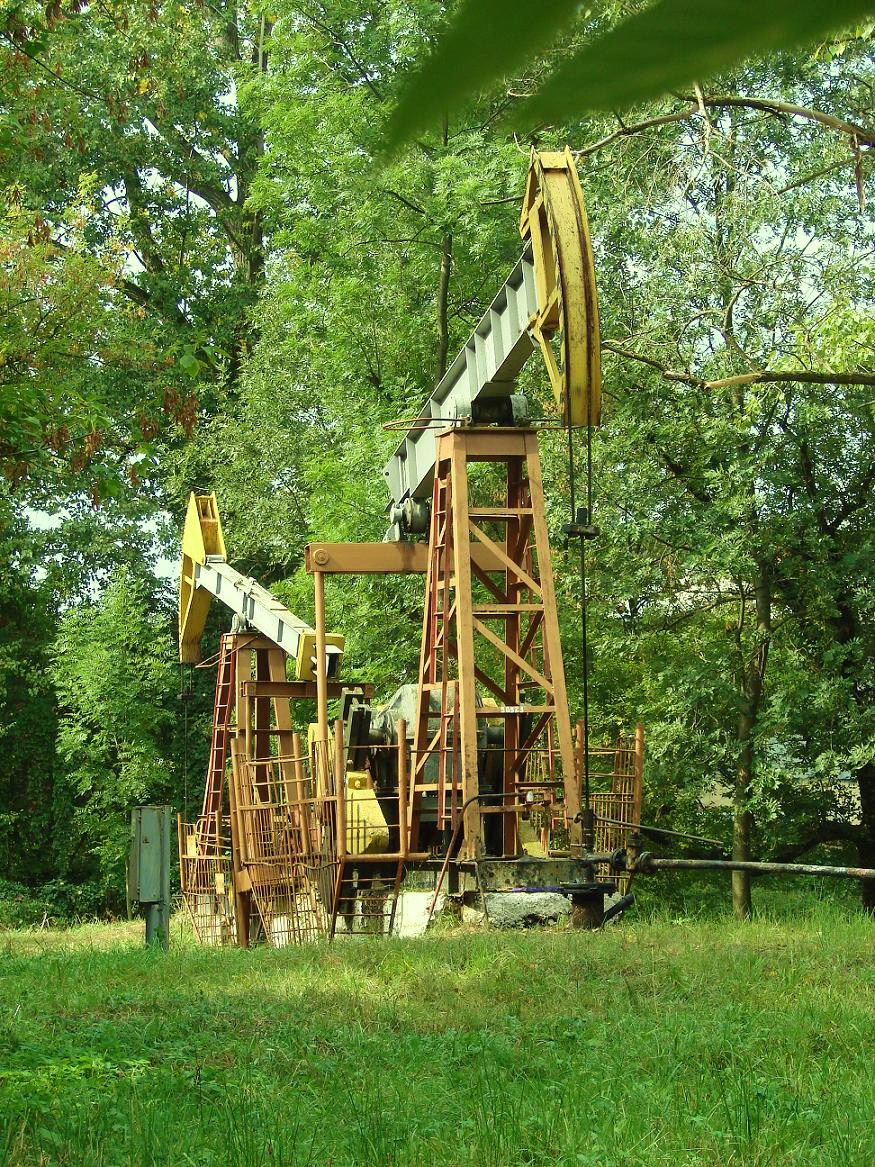
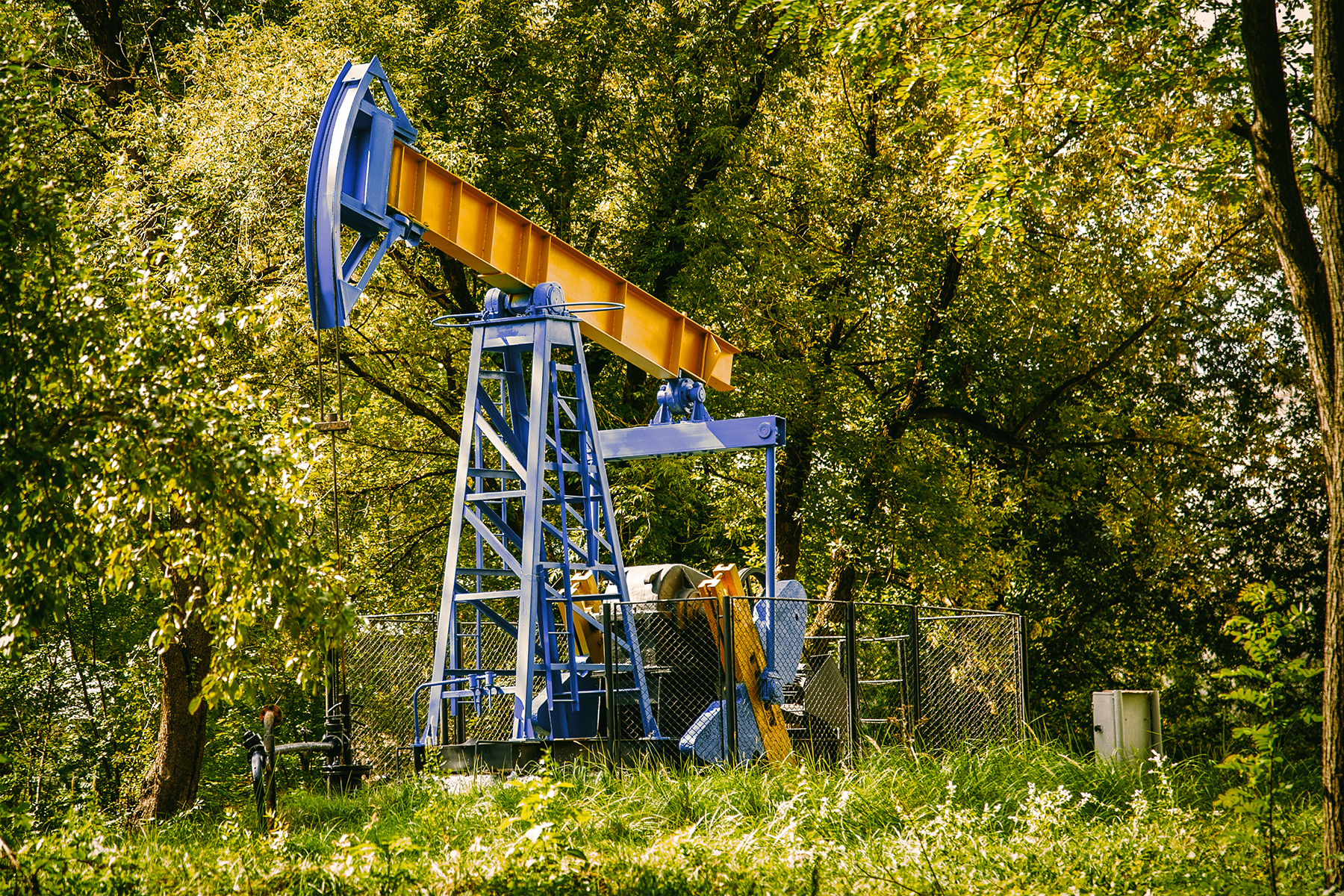
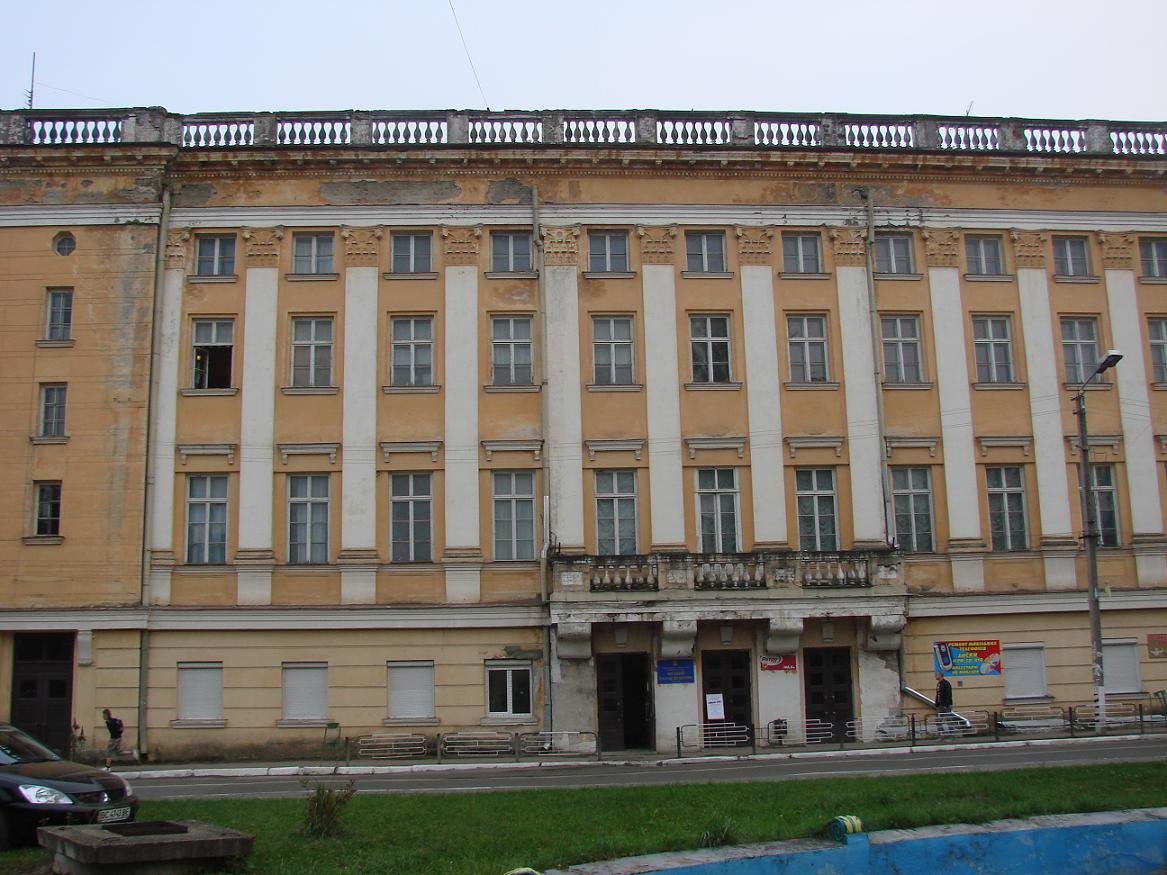
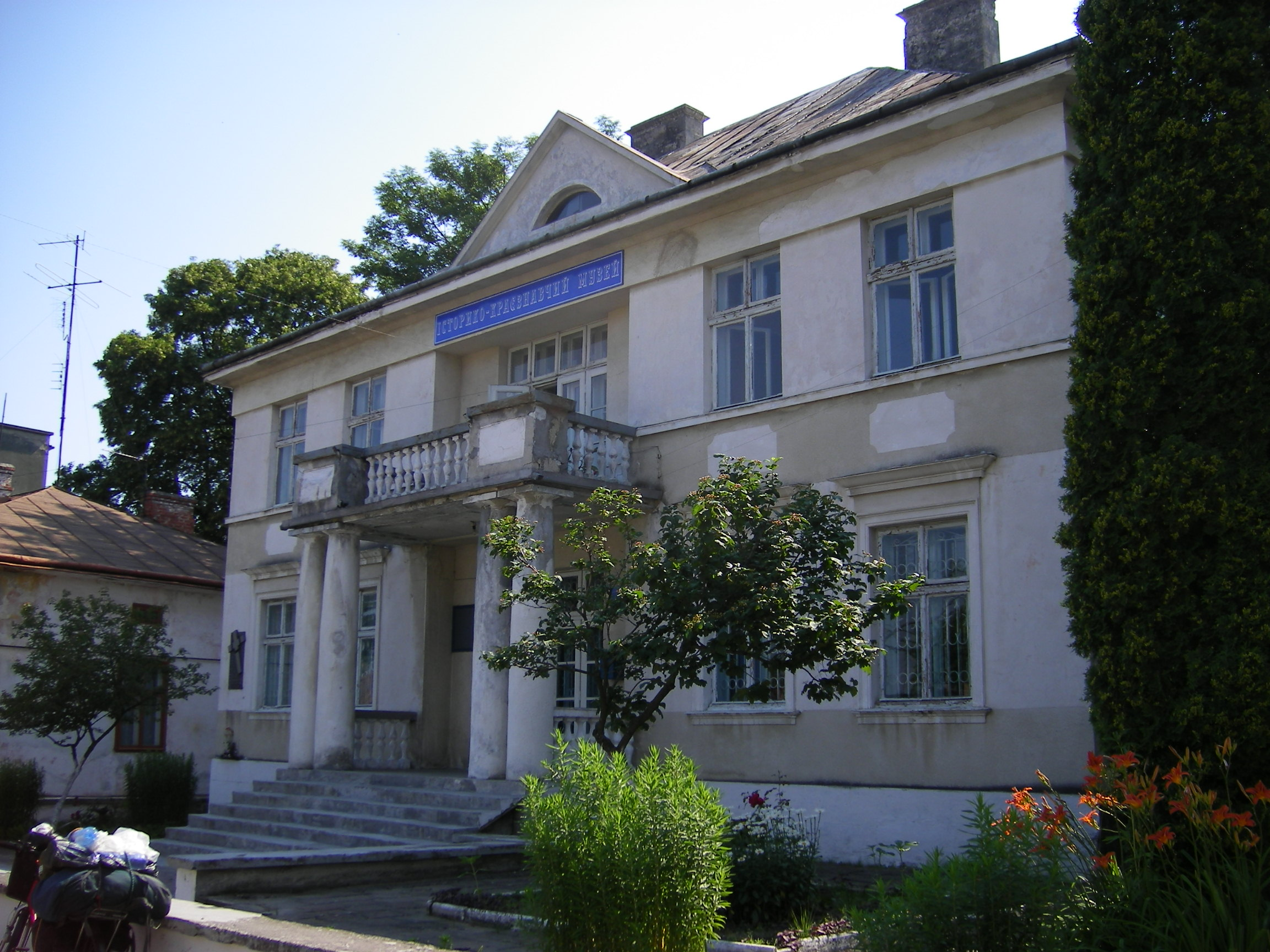
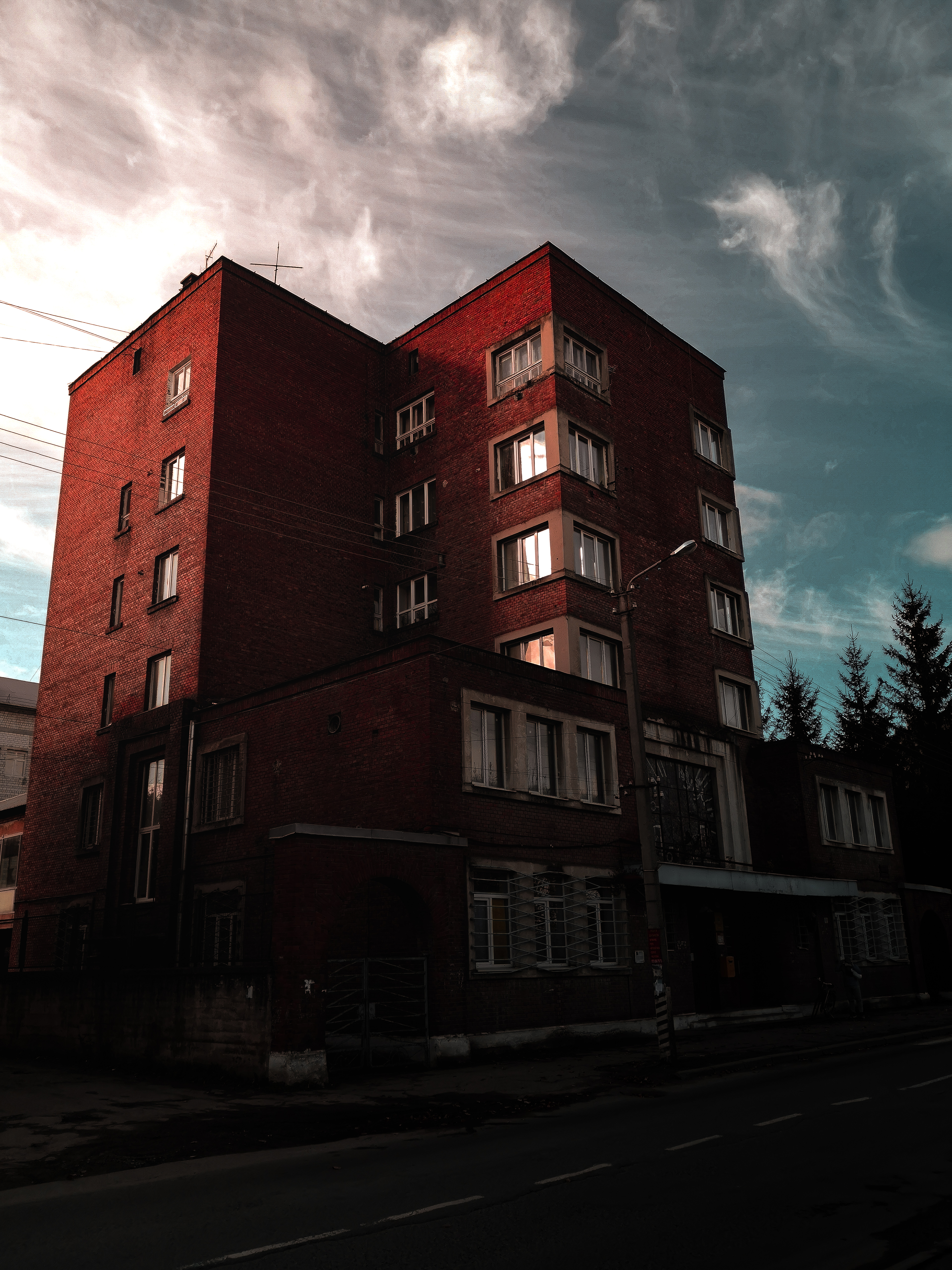
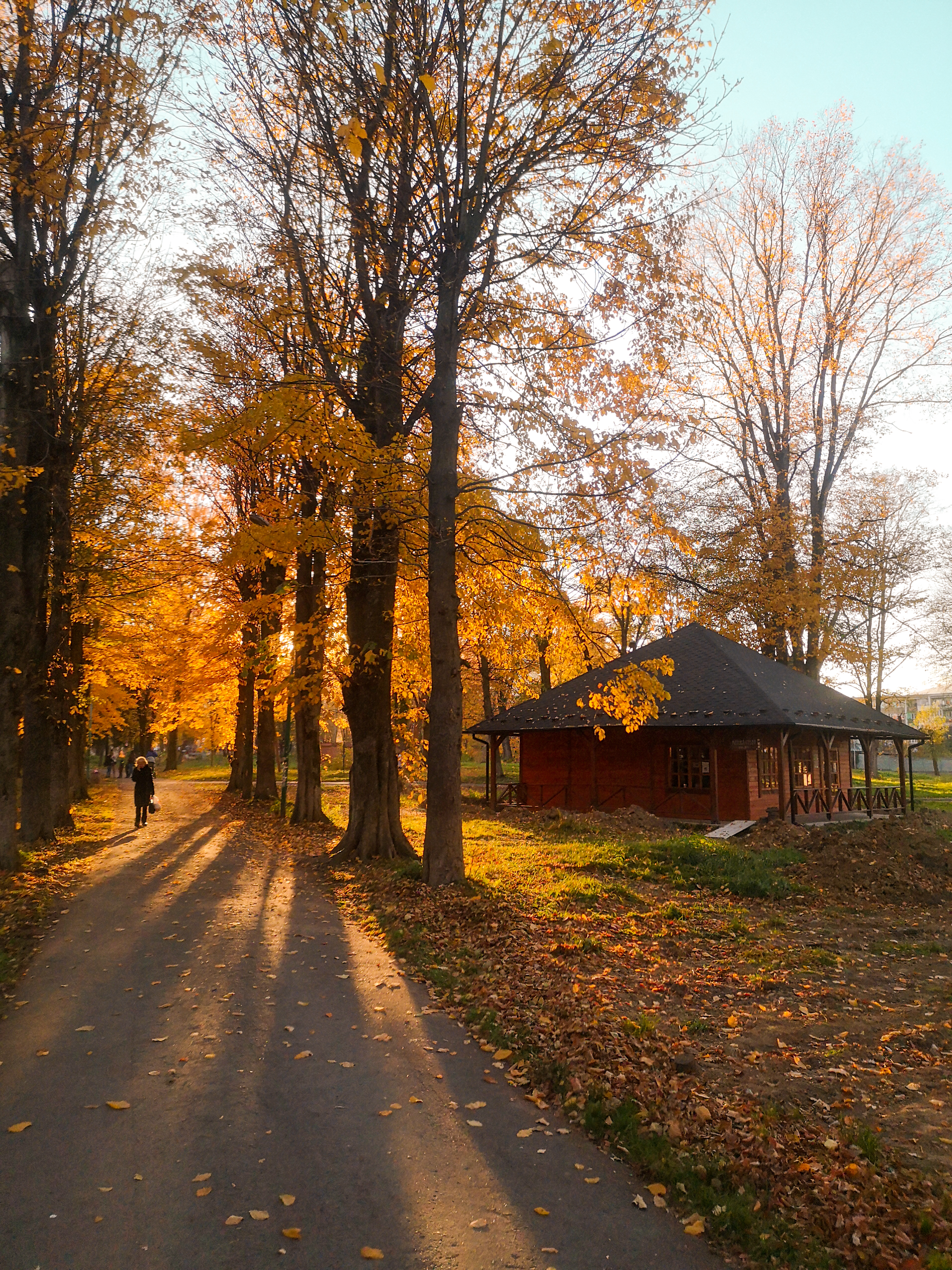
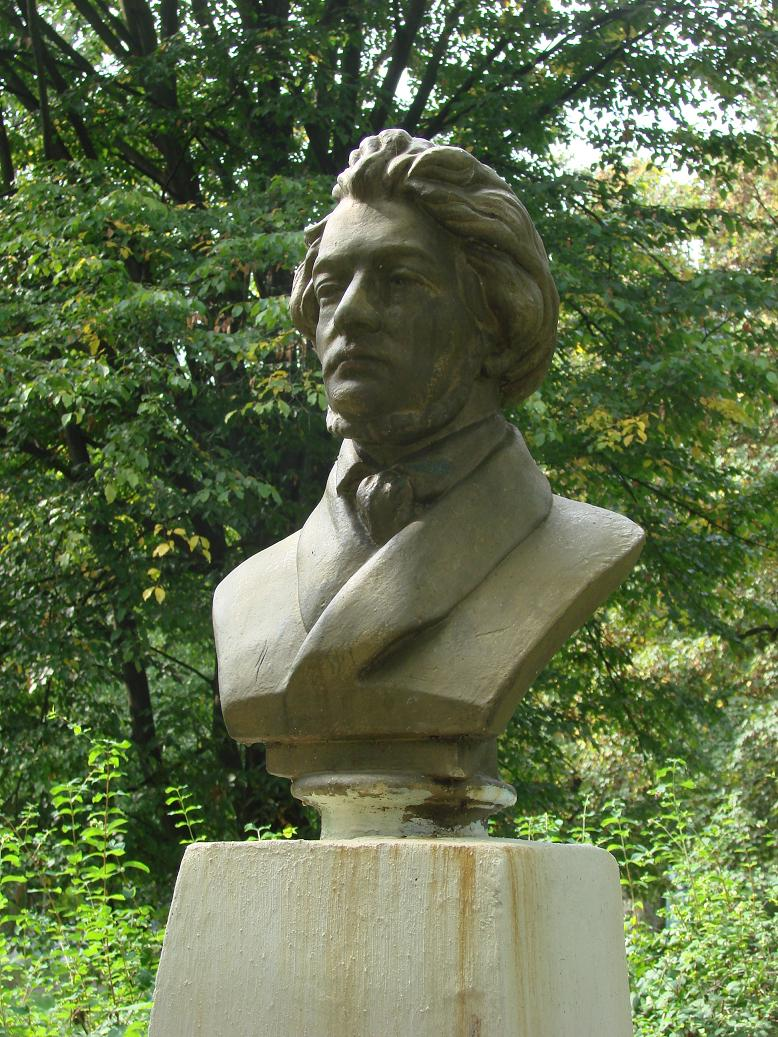
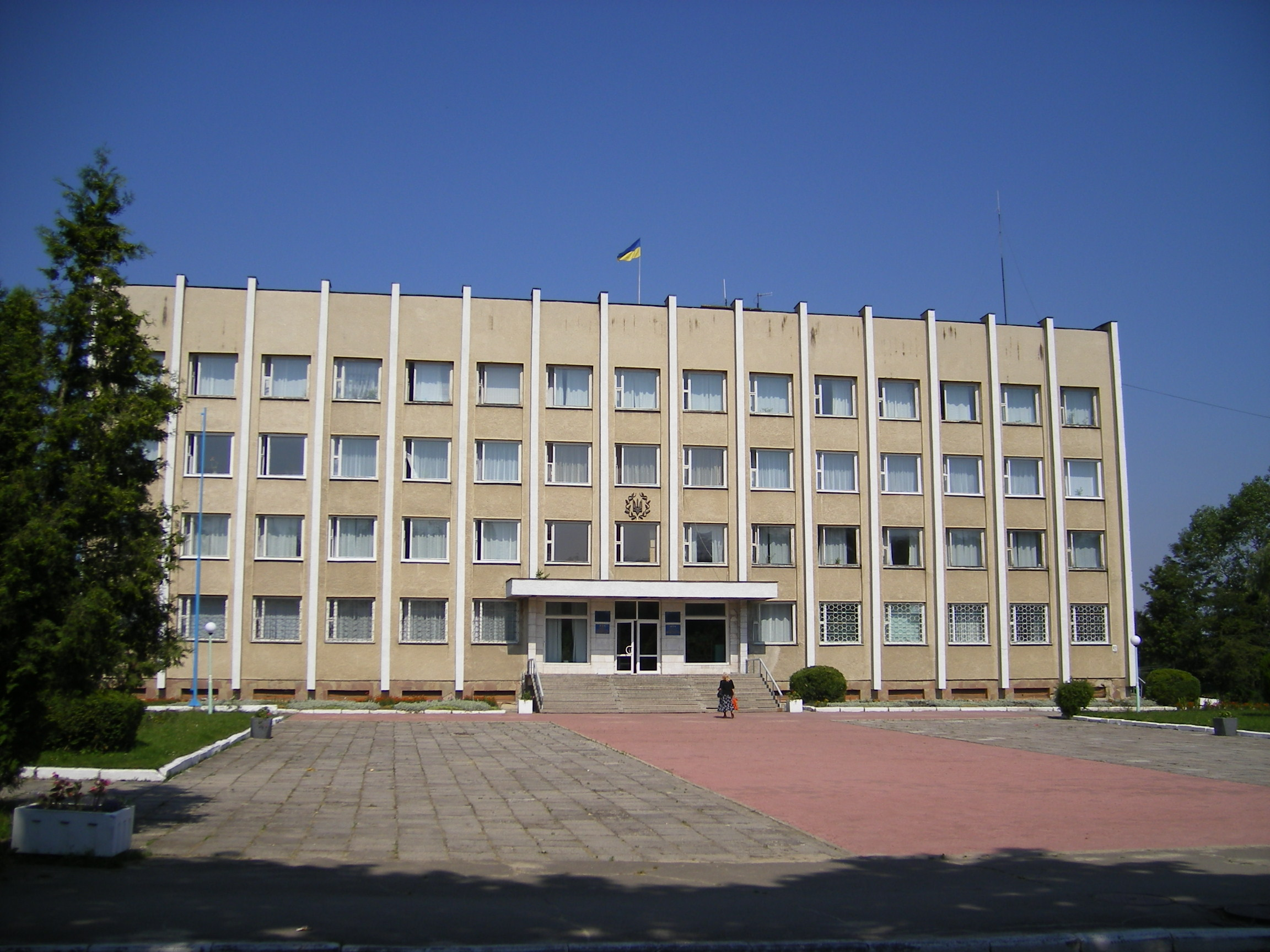

## 歷史
波兰王国王冠领地 1387年–1569年

 波蘭立陶宛聯邦 1569年–1772年

 哈布斯堡君主國 1772年–1804年

 奥地利帝國 1804年–1918年

 西烏克蘭人民共和國 1918年—1919年

 波蘭第二共和國 1919年–1945年

 苏联（蘇維埃烏克蘭） 1939年–1941年（占領）

 納粹德國 1941年–1944年（占領）

 苏联（蘇維埃烏克蘭） 1944年–1991年

 乌克兰 1991年—至今

## 友好城市
- 波蘭 瓦烏布日赫
- 乌克兰 兹维亚赫尔
- 波蘭 沃姆扎
- 波蘭 格但斯克舊城
- 波蘭 萨诺克乡（波兰语：Sanok (gmina wiejska)）